# Spatharaíoi (ort i Grekland, Nordegeiska öarna)
Spatharaíoi (Spatharaioi) är en ort i Grekland.   Den ligger i prefekturen Nomós Sámou och regionen Nordegeiska öarna, i den östra delen av landet, 270 km öster om huvudstaden Aten. Spatharaíoi ligger 603 meter över havet och antalet invånare är 236. Den ligger på ön Samos.
Terrängen runt Spatharaíoi är huvudsakligen kuperad, men åt sydväst är den platt. Havet är nära Spatharaíoi åt sydväst. Runt Spatharaíoi är det ganska tätbefolkat, med 52 invånare per kvadratkilometer. Närmaste större samhälle är Néon Karlovásion, 15,2 km nordväst om Spatharaíoi. 